# Telescopio Hale

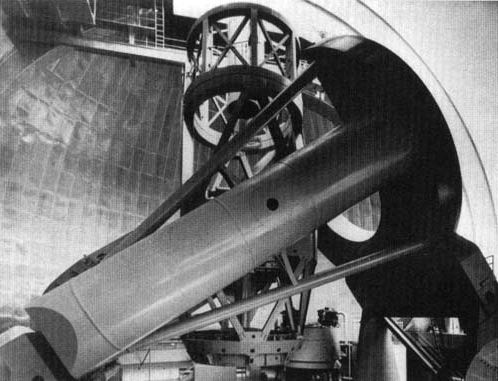
El telescopio Hale.

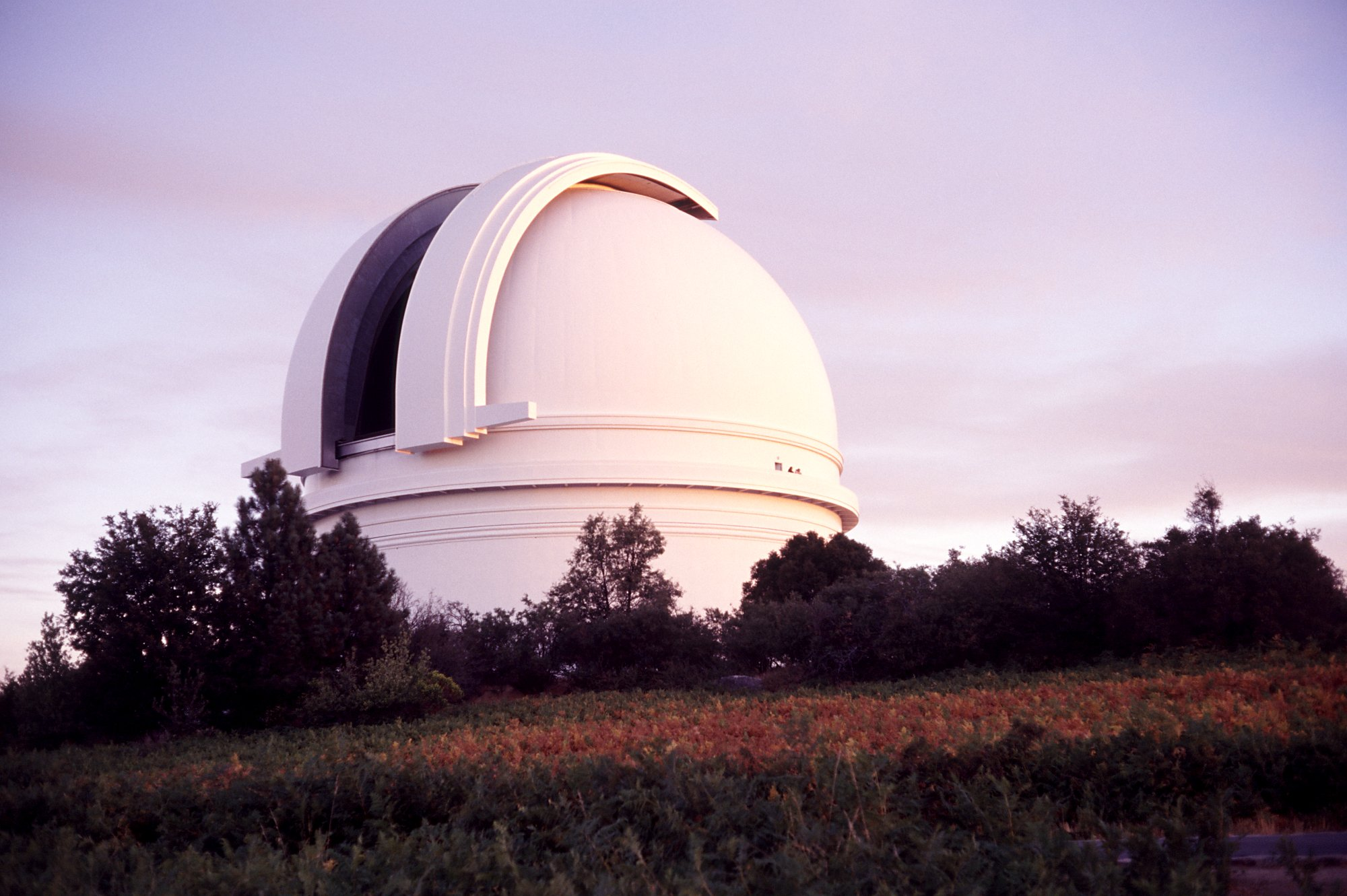
El observatorio Palomar abriendo su cúpula al anochecer. Aloja el telescopio Hale.

El telescopio Hale es un telescopio de 200 pulgadas (508 cm) de diámetro instalado en el Observatorio Palomar, Estados Unidos; entró en funcionamiento en 1947 y comenzó observaciones regulares en 1949. Fue financiado gracias al esfuerzo de George Hale.
Gracias a su enorme tamaño y potencia, se pudieron medir los espectros y velocidades radiales de gran cantidad de galaxias: gracias a ellos Milton Humason y Edwin Hubble pudieron determinar la ley que rige el desplazamiento de estos cuerpos celestes, midiendo de modo aproximado el valor de la constante de Hubble.

## Historia
El espejo de 200-pulgadas (5,1 m) de diámetro del telescopio reflector fue realizado por Corning Inc. entre 1934 y 1936, utilizando vidrio de borosilicato de baja expansión.
Tras un intento fallido de fabricar el espejo con cuarzo fundido, George Ellery Hale planteó a Corning Inc. el reto de fabricar el espejo del telescopio de 200 pulgadas. En su primer intento también fracasó, porque la pieza de vidrio presentaba burbujas. Sin embargo, el segundo intento fue un éxito gracias a que para su fabricación se tomaron todo tipo de precauciones, incluyendo un año de lento enfriamiento controlado de la colosal pieza. El espejo estuvo terminado en 1935.
Sus cinco metros de diámetro significaron un hito en la historia de la Astronomía, siendo el telescopio de mayor tamaño hasta que, años después, los soviéticos lograron construir uno con un espejo de seis metros de diámetro (telescopio de Zelenchúkskaia). Sin embargo, las dificultades para construir espejos macizos de mayor tamaño forzaron a desarrollar otras tecnologías distintas: los telescopios de espejos segmentados, buena muestra de los cuales es el Telescopio de Monte Hopkins. Hace unos años se denominaba Telescopios de Nueva Generación (Next Generation Telescopes, NGT) a los telescopios reflectores cuyos espejos primarios serían de más de seis metros de diámetro El primer telescopio de esta generación fue el Keck I, de diez metros de diámetro, ubicado en Mauna Kea, Hawái, que empezó a funcionar a finales de 1990. 
Entre sus muchas hazañas cabe destacar, a modo de anécdota, que en 1982 fue el primer telescopio del mundo en localizar el todavía inerte cometa 1P/Halley en ese ciclo, bastantes meses antes de que comenzase a activarse y a brillar al emitir gas y polvo: esta hazaña pudo conseguirse tanto por el diámetro de su enorme espejo primario como por haber usado una cámara CCD.